# Lodovico delle Colombe
Compléments
Connu pour son opposition aux thèses de Galilée
Lodovico delle Colombe est philosophe aristotélicien et érudit italien, né à Florence, peut-être le 20 janvier 1565, et mort dans cette ville en 1616.

## Biographie
On ne sait presque rien de la vie de Lodovico delle Colombe. Sa famille est d'origine noble. On ne sait rien de sa formation ni de ses activités professionnelles. Les historiens l'ont qualifié soit de théologien et de philosophe, soit de poète et d'écrivain, ou de d'illustre mathématicien. Cependant on ne trouve pas de trace de lui parmi les professeurs d'une école à Florence ou à Pise. Il est membre de Accademia Fiorentina où il lit un discours sur l'imagination, en 1598, sous le consulat de F. Neri. Il y a quelques informations sur Lodovico delle Colombe par le poète satirique Francesco Ruspoli (1579-1625) dans Ristretto della vita costumi e piacevolezze del signor Francesco Ruspoli  où il le décrit solitaire et mélancolique.
Il subsiste plusieurs de ses œuvres, dans lesquelles il défend les doctrines d'Aristote sans avoir le moindre intérêt aussi bien pour les nouvelles observations que pour à la cohérence logique.
En 1606 il a écrit un discours sur une nouvelle étoile qui est apparue en 1604 affirmant que ce n'était pas une nouvelle étoile. Cette apparition d'une nouvelle étoile a été décrite dans le livre de Johannes Kepler De Stella Nova in Pede Serpentarii , appelée aujourd'hui la supernova de 1604. Ce discours a entrainé une controverse, une réponse d'un anonyme qui se fait appeler Alimberto Mauri, et une réponse de Lodovico delle Colombe dont certains traits peuvent faire penser qu'il croyait que Mauri était le prête-nom de Galilée.
Galilée a commencé ses observations du ciel avec une lunette à partir de 1609 lui permettant de découvrir de nouvelles étoiles, les aspérités de la surface de la Lune, les satellites de Jupiter et les taches solaires. Le 12 mars 1610, il fait paraître le Sidereus nuncius (Le Messager céleste) à Venise.
Galilée, qui estime peu delle Colombe, l'a surnommé Pippione à partir de son nom de famille et qui a valu au groupe des opposants à Galilée proches de Lodovico delle Colombe d'être appelé La legha del Pippione.
Lodovico delle Colombe a dénoncé la discussion par Galilée de la théorie copernicienne du mouvement de la Terre autour du Soleil fixe qui, peu après, a confirmé plusieurs découvertes astronomiques en 1609. Il a été l'organisateur occulte de l'opposition à Galilée avec l'aide des frères dominicains Tommaso Caccini et Niccolò Lorini, qui ont souvent utilisé des références à l'Écriture dans leurs sermons farouchement critiques contre Galilée. En 1611, Lodovico delle Colombe a fait circuler un écrit Contro il moto della Terra où il note les oppositions entre la théorie copernicienne et l'Écriture sainte.
Lorini a prononcé un sermon cinglant en 1613 en réponse aux trois lettres de Galilée sur les taches solaires qu'il avait étudiées à partir de 1610, jusqu'à leur publication en 1613 par l'académie des Lyncéens. Peu après le sermon de Niccolò Lorini, Galilée a publié une réponse, connue sous le nom de Lettre à Don Benedetto Castelli (21 décembre 1613). La lettre a tenté de démontrer que la théorie copernicienne et le Livre de Josué 10, 12-13 n'étaient pas en opposition.
Pour concilier les observations de Galilée sur les irrégularités de la surface de la lune avec la conception aristotélicienne de la sphéricité parfaite des corps célestes, il affirme que les vallées et les espaces entre les montagnes de la Lune ont été remplis par un matériau parfait et invisible.
Lodovico delle Colombe va s'opposer aux idées de Galilée sur l'hydrostatique quand ce dernier publie en août 1612 Discorso intorno alle cose che stanno in su l'acqua o che in quella si muovono où il reprend la loi d'Archimède et s'oppose aux idées d'Aristote.

## Publications
- Discorso di Lodovico delle Colombe nel quale si dimostra, che la nuova apparita l'Ottobre passato 1604 nel Sagittario non è Cometa, ne Stella generata,, ò creata di nuovo, ne apparente : ma una di quelle che furono da principio nel Cielo ; e ciò eßer conforme alla vera Filisofia, Teologia, e Astronomiche demostrazioni, Nella stamperia de' Giunti, Firenze, 1606 (lire en ligne)
- Risposte piacevoli e curiose di Lodovico delle Colombe alle considerazioni di certa Maschera saccente nominata Alimberto Mauri, fatte sopra alcuni luoghi del discorso del medesimo Lodovico dinterno alla stella apparita l'anno 1604, in Florenza, 1608 (lire en ligne)
- Contro il moto della terra, 1611
- Discorso apologetico di Lodovico delle Colombe, d'intorno al Discorso di Galileo Galilei, circa le cose che stanno sù l'acqua, o che in quella si muovono, Pignoni, 1612

## Source
- (it) Cet article est partiellement ou en totalité issu de l’article de Wikipédia en italien intitulé « Lodovico delle Colombe » (voir la liste des auteurs).